# Verrières (Puy-de-Dôme)
Verrières ist eine französische Gemeinde mit 74 Einwohnern (Stand: 1. Januar 2022) im Département Puy-de-Dôme in der Region Auvergne-Rhône-Alpes (vor 2016 Auvergne). Sie gehört zum Arrondissement Issoire und zum Kanton Le Sancy (bis 2015 Champeix). 

## Lage
Verrières liegt etwa 25 Kilometer südsüdwestlich von Clermont-Ferrand am Couze Chambon in der Limagne. Umgeben wird Verrières von den Nachbargemeinden Grandeyrolles im Norden und Nordosten, Creste im Süden und Osten, Saint-Diéry im Süden und Südwesten sowie Saint-Nectaire im Westen.

## Bevölkerungsentwicklung
| Jahr                       | 1962 | 1968 | 1975 | 1982 | 1990 | 1999 | 2006 | 2013 |
| Einwohner                  | 57   | 50   | 41   | 20   | 47   | 51   | 62   | 77   |
| Quellen: Cassini und INSEE |      |      |      |      |      |      |      |      |

## Sehenswürdigkeiten
- Kirche